# Thryssocypris smaragdinus
Thryssocypris smaragdinus és una espècie de peix cipriniforme de la família dels ciprínids.

## Morfologia
- Els mascles poden assolir 5,4 cm de longitud total.
- Nombre de vèrtebres: 38-39.[2][3]

## Hàbitat
És un peix d'aigua dolça i de clima tropical.

## Distribució geogràfica
Es troba a Àsia: oest de Borneo (Indonèsia).